# Farmaco etico

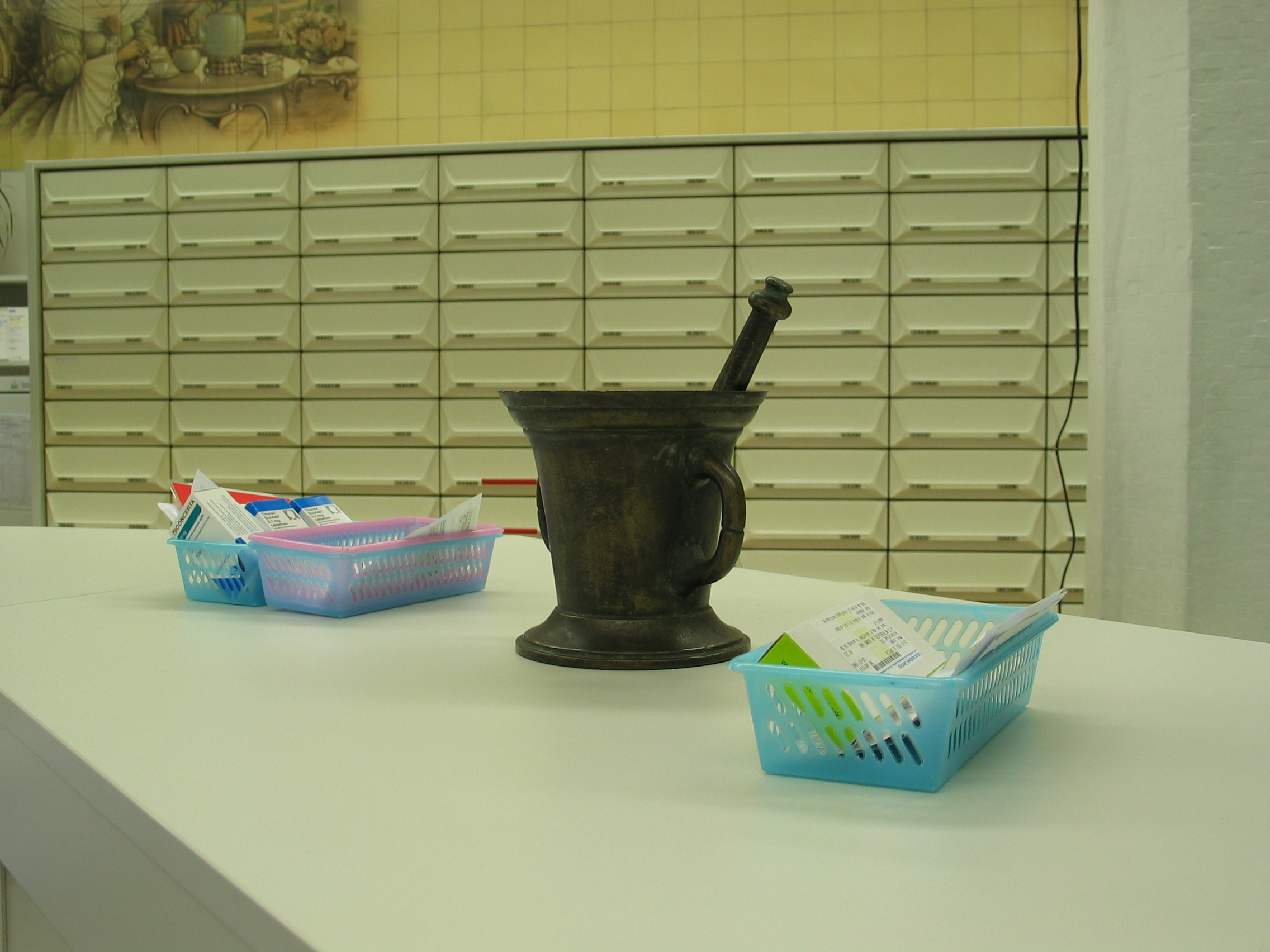
Farmaci e ricette sul banco di una farmacia.

Nella dizione farmaco etico, l'aggettivo "etico" non ha propriamente il significato morale dell'etica filosofica, ma va piuttosto inteso come un sinonimo di professionale, deontologico. Si tratta cioè di un farmaco prescritto dal medico e si distingue per questo dal cosiddetto farmaco da banco che, per la sua natura e dosaggio, è giudicato tanto sicuro da poter essere pubblicizzato e da non aver bisogno di alcuna prescrizione medica. In concreto, il farmaco etico è un medicinale che può essere dispensato dal farmacista in farmacia solo in presenza di una ricetta medica. Non a caso, sulle confezioni di questi farmaci è stampata obbligatoriamente una scritta del tipo "Da vendersi solo dietro presentazione di ricetta medica". Esistono però anche confezioni di farmaci etici con un contenuto di compresse, capsule ecc. inferiore e quindi vendibili liberamente dal farmacista sia in farmacia che in parafarmacia.
All'interno dei farmaci etici, esistono poi altre classificazioni. Si ha ad esempio il farmaco di fascia "a", gratuito, e il farmaco di fascia "c", a carico dell'acquirente; quello che prevede una ricetta ripetibile e quello che invece può essere prescritto solo con una ricetta non ripetibile; quello soggetto alla legislazione sugli stupefacenti eccetera. Dev'essere comunque chiaro che il farmaco etico non può essere assunto per libera iniziativa del paziente, ma sempre su consiglio o sotto il controllo del medico.

## Il farmaco SOP
Oltre al farmaco etico e a quello da banco, esiste anche il farmaco senza obbligo di prescrizione medica, spesso abbreviato in SOP. I medicinali di questa terza categoria sono piuttosto simili a quelli da banco, detti anche OTC (over the counter) perché, come indica il loro nome, non hanno bisogno di ricetta medica e sono a totale carico dell'acquirente. Tuttavia non sono così sicuri da poter essere pubblicizzati liberamente; possono invece essere dispensati dal farmacista a propria discrezione in base alle problematiche esposte dal paziente.
Dal 2005 per questa categoria di farmaci è obbligatoria l'indicazione del prezzo massimo di vendita al pubblico, aumentabile a cadenza biennale, e con uno sconto massimo sul prezzo di vendita stabilito dall'azienda titolare.